# Calú
Pour les articles homonymes, voir Calu (homonymie).
Carlos Lima, plus communément appelé Calú est un footballeur cap-verdien né le 20 septembre 1983 à Praia. Il évolue au poste de milieu de terrain au Zimbru Chișinău. 

## Carrière
- 2001-2011 : CS Mindelense ( Cap-Vert)
- 2012-2015 : Progresso Sambizanga ( Angola)
- 2015- : Zimbru Chișinău ( Moldavie)[2]

## Palmarès
- Championnat du Cap-Vert : 2011